# (12289) Carnot
(12289) Carnot est un astéroïde de la ceinture principale.

## Description
(12289) Carnot est un astéroïde de la ceinture principale. Il fut découvert par Eric Walter Elst le 8 avril 1991 à l'ESO. Il présente une orbite caractérisée par un demi-grand axe de 2,23 UA, une excentricité de 0,093 et une inclinaison de 2,39° par rapport à l'écliptique.
Il fut nommé en hommage au physicien français Sadi Carnot (1796-1832).

## Compléments